# Борзило Раїса Григорівна

Раїса Борзило

Раїса Григорівна Борзило (*1924 — жовтень-грудень ? 1945 року) — радянська вчителька-українка з Донбасу, чия трагічна смерть у 1945 році з ознаками вчиненої наруги поблизу села Гаї Пустомитівського району Львівської області дала привід у радянський і теперішній (з боку окремих політиків) час використовувати її як жертву українських націоналістів.

## Біографія
Раїса Борзило народилася в 1924 році в селі Травневому Сватівського району УРСР в куркульській родині. Її батько свого часу був виселений на Північний Кавказ, під час війни був призваний у Червону армію, потрапив у полон — а після полону «спокутував провину» на якійсь із шахт Сталінської області. Донька з ним не перервала стосунки і писала йому навіть із Гаїв.
Закінчила Травневу восьмирічну школу. Закінчила СШ № 2 в м. Сватове. Потім закінчила Старобільський учительський інститут.
Молодий педагог була направлена на роботу в український регіон, щойно приєднаний до УРСР після Другої світової війни — на Західну Україну, зокрема в село Гаї (Пустомитівський район, Львів). Там вона працювала вчителькою в місцевій сільській школі, де викладала для молодших класів, за іншими даними — заснувала комсомольський осередок (тобто викладала у старших класах).
Восени 1945 року Раїса Григорівна Борзило загинула за загадкових трагічних обставин, вочевидь ставши жертвою вбивства з незрозумілих причин. За свідченнями родичів сільської вчительки, листи від неї перестали надходити в грудні 1945-го, однак лише в березні 1946 року надійшло офіційне повідомлення про смерть Раїси. Знайшли її в лісі, згідно з існуючими описами — на тілі дівчини було вирізано зірку, очі випалені жариною з вогнища. Однак, з огляду на те, що тіло жертви 3 місяці (зимово-весняні) пролежало в лісі, і жодної експертизи залишків ніхто ніколи не робив, цей опис видається неправдоподібним. Поховано вчительку в селі, де вона працювала.
У повоєнний радянський час ім'я Раїси Борзило традиційно пов'язували з вояками УПА, заочно і безособово звинувативши борців за українську ідею в смерті звичайної сільської наставниці-українки з Донбасу. Принаймні на тепер про жодне розслідування обставин трагічної смерті дівчини, а також звинувачення когось у завданні їй смерті не відомо.

## Вшанування пам'яті за СРСР і нині
У 1957 році за розпорядженням Міністерства освіти УРСР ім'ям Раїси Григорівни Борзило була названа школа. Її ім'ям також назвали вулицю в її рідному Травневому, а у центрі села в 1967 році встановили погруддя трагічно загиблої вчительки — напис на бюсті: «Віддала Своє життя за наше щастя». 
На будівлі школи в Травневому, в якій вчилася Рая, встановлена меморіальна дошка , проте була демонтована наприкінці квітня 2019 року згідно з рішенням сесії сільської ради[джерело?].
Ім'я вчительки з Гаїв використовувалось у творчості деяких літераторів — у 1965 році Раїсі Борзило написав і присвятив вірші Іван Степанович Бірюков, у 1989 році поет Микола Уманець присвятив Раїсі Борзило поему «Безсмертя Комсомолки».
У теперішній час (2000-ні) могила Раїси Борзило у Гаях на Пустомитівщині є доглянутою.
Ім'я Раїси Борзило і понині використовується для бездоказового звинувачення воїнів УПА у вчиненні насильства — так, на так званому «пам'ятнику жертвам ОУН-УПА», відкритому урочисто діячами Партії Регіонів у Луганську в 2010 році, її ім'я викарбувано серед решти 18 прізвищ (21 особа) луганців, які «загинули з 1943 по 1956 роки від рук націоналістів у Західній Україні».